# مايك تايلور (لاعب كريكت)
مايك تايلور (12 نوفمبر 1942 - ) (بالإنجليزية: Mike Taylor)‏ هو لاعب كريكت بريطاني.